# Le Pompier des Folies Bergères

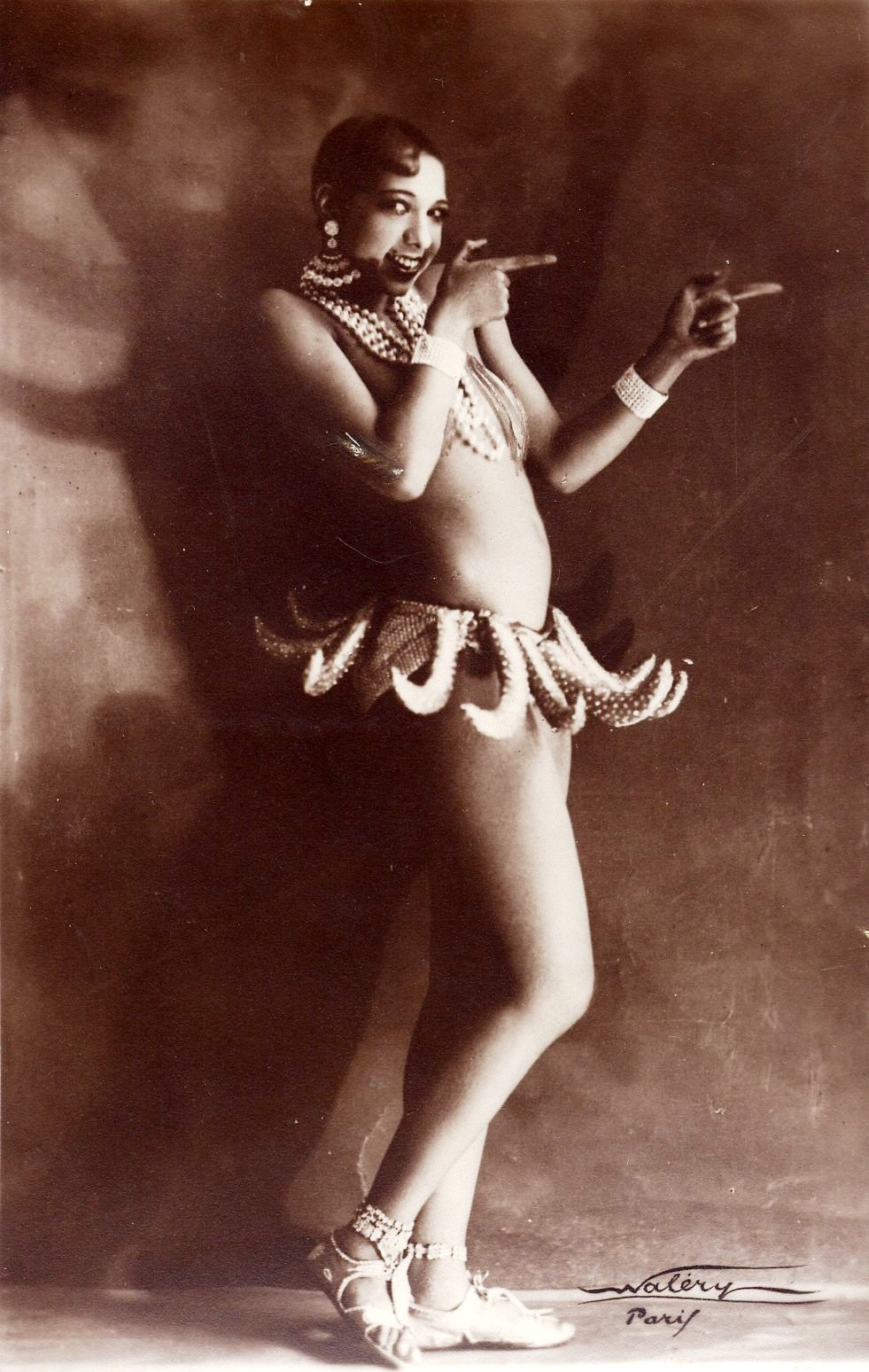
Joséphine Baker avec sa jupe de bananes, dans la revue Un Vent de folies aux Folies-Bergere.

Le Pompier des Folies Bergères, aussi connu sous le titre Un pompier qui prend feu ou Les Hallucinations d'un pompier est un film français mettant en scène Joséphine Baker, dont le réalisateur est inconnu. Il a été produit en 1927 et est sorti en 1928.
Une copie du film est conservée à la Bibliothèque nationale de France.

## Synopsis
Un pompier a des phantasmes concernant un spectacle des Folies Bergère avec Joséphine Baker, qui s'est produite dans une revue intitulée Un Vent de folies aux Folies-Bergere. Influencé par le spectacle, le pompier s'imagine que les personnes qu'il rencontre dans un bistro ou dans un autobus sont dénudées. Josephine Baker fait quelques pas de danse sur le quai d'une station de métro.

## Fiche technique
- Réalisateur : inconnu (possiblement Pierre Brasseur)[1]
- Durée : 7 minutes 30
- Date de sortie : 1928

## Distribution
- Joséphine Baker